# Liste des joueurs du KFC Diest
Cette liste reprend les 407 joueurs de football qui ont évolué au KFC Diest depuis la fondation du club.
Date de mise à jour des joueurs et de leurs statistiques : 12 novembre 2012
- Haut – A
- B
- C
- D
- E
- F
- G
- H
- I
- J
- K
- L
- M
- N
- O
- P
- Q
- R
- S
- T
- U
- V
- W
- X
- Y
- Z

## A
| Joueur              | Nationalité | Position | Date de naissance | Période(s) | Matches (dont D1) | Buts | Jaunes | Rouges |
| ------------------- | ----------- | -------- | ----------------- | ---------- | ----------------- | ---- | ------ | ------ |
| Mustafa Acar        | Belgique    | ?        | 24/11/1970        | 1992-1993  | 8 (0)             | 0    | 0      | 0      |
| Stefan Agten        | Belgique    | ?        | 7/05/1962         | 1981-1984  | 0 (0)             | 25   | 0      | 0      |
| André Alaerts       | Belgique    | ?        | 27/11/1959        | 1977-1980  | 0 (0)             | 0    | 0      | 0      |
| Frans Alentijns     | Belgique    | ?        | 26/01/1943        | 1965-1966  | 0 (0)             | 0    | 0      | 0      |
| Angelo Amorosi      | Belgique    | ?        | 7/10/1973         | 1996-1997  | 9 (0)             | 0    | 1      | 1      |
| Hugo Andries        | Belgique    | ?        | 7/07/1956         | 1979-1987  | 29 (0)            | 2    | 0      | 0      |
| Jean-Pierre Andries | Belgique    | ?        | 6/12/1960         | 1990-1992  | 56 (0)            | 0    | 7      | 1      |
| Youssef Atteri      | Belgique    | ?        | 13/03/1973        | 1995-1996  | 8 (0)             | 0    | 0      | 0      |
| Alain Austen        | Belgique    | ?        | 21/10/1962        | 1989-1990  | 26 (0)            | 3    | 3      | 1      |

## B
| Joueur             | Nationalité | Position       | Date de naissance | Période(s)           | Matches (dont D1) | Buts | Jaunes | Rouges |
| ------------------ | ----------- | -------------- | ----------------- | -------------------- | ----------------- | ---- | ------ | ------ |
| Johan Baers        | Belgique    | ?              | 3/10/1959         | 1983-1988            | 7 (0)             | 0    | 1      | 1      |
| Kevin Baerts       | Belgique    | ?              | 9/04/1977         | 1998-1999            | 13 (0)            | 2    | 0      | 0      |
| Stijn Baeten       | Belgique    | ?              | 19/04/1977        | 1998-2000            | 41 (0)            | 2    | 3      | 1      |
| Gert Bauwens       | Belgique    | ?              | 21/12/1979        | 2000-2001            | 5 (0)             | 0    | 0      | 0      |
| Tim Bauwens        | Belgique    | ?              | 30/01/1981        | 2001-2003            | 23 (0)            | 1    | 1      | 0      |
| Marc Beckers       | Belgique    | ?              | ?                 | 1967-1968            | 0 (0)             | 0    | 0      | 0      |
| Roger Beckers      | Belgique    | ?              | 19/03/1950        | 1978-1979            | 0 (0)             | 0    | 0      | 0      |
| Jos Beckx          | Belgique    | ?              | 25/02/1959        | 1993-2000            | 57 (0)            | 0    | 1      | 0      |
| Michel Beelen      | Belgique    | ?              | 5/02/1958         | 1979-1981            | 0 (0)             | 0    | 0      | 0      |
| Anouar Belli       | Belgique    | ?              | 21/04/1980        | 2001-2002            | 29 (0)            | 1    | 2      | 0      |
| Jeroen Belmans     | Belgique    | ?              | 13/01/1986        | 2012-...             | 0 (0)             | 0    | 0      | 0      |
| Denis Bervoets     | Belgique    | ?              | 27/08/1958        | 1975-1976            | 0 (0)             | 0    | 0      | 0      |
| Philippe Bettesone | Belgique    | ?              | 29/07/1980        | 2000-2001            | 5 (0)             | 4    | 0      | 0      |
| Kim Beynen         | Belgique    | ?              | 24/10/1987        | 2012-...             | 0 (0)             | 0    | 0      | 0      |
| Tony Bialousz      | Belgique    | ?              | 14/12/1961        | 1992-1993            | 23 (0)            | 0    | 5      | 0      |
| Jan Bikkemberghs   | Belgique    | ?              | 10/01/1980        | 1998-2005            | 157 (0)           | 12   | 23     | 6      |
| Bert Bloemen       | Belgique    | ?              | 17/11/1978        | 2001-2002            | 1 (0)             | 0    | 0      | 0      |
| Raphaël Boccardo   | Belgique    | ?              | 23/09/1976        | 1999-2000            | 19 (0)            | 2    | 3      | 0      |
| Jozef Boeckx       | Belgique    | ?              | ?                 | 1960-1963            | 0 (0)             | 0    | 0      | 0      |
| Rudi Boes          | Belgique    | ?              | 26/02/1967        | 1997-2001            | 64 (0)            | 9    | 12     | 0      |
| Michel Boffin      | Belgique    | ?              | 7/06/1947         | 1969-1975            | 3 (3)             | 0    | 0      | 0      |
| Kris Bollaerts     | Belgique    | ?              | 8/02/1970         | 1986-1987, 1988-1995 | 160 (0)           | 11   | 11     | 4      |
| Roger Bollen       | Belgique    | ?              | 9/05/1943         | 1965-1966            | 0 (0)             | 0    | 0      | 0      |
| Arthur Boonen      | Belgique    | ?              | 22/02/1956        | 1974-1975            | 3 (3)             | 0    | 0      | 0      |
| Armand Bos         | Belgique    | ?              | ?                 | 1958-1965            | 0 (0)             | 0    | 0      | 0      |
| Govert Boyen       | Belgique    | Gardien de but | 7/03/1977         | 1999-2001            | 0 (0)             | 0    | 0      | 0      |
| Hendrik Branders   | Belgique    | ?              | 24/03/1982        | 2001-2004            | 43 (0)            | 0    | 4      | 0      |
| Peter Branders     | Belgique    | ?              | 13/12/1985        | 2002-2003            | 0 (0)             | 0    | 0      | 0      |
| Lieven Brems       | Belgique    | ?              | 25/03/1969        | 1986-1987            | 0 (0)             | 0    | 0      | 0      |
| Silvio Bresciani   | Belgique    | Attaquant      | 23/05/1978        | 1997-2005            | 149 (0)           | 41   | 13     | 1      |
| Hendrik Broekmans  | Belgique    | ?              | 7/04/1919         | 1945-1947            | 0 (0)             | 0    | 0      | 0      |
| Chris Bruyninckx   | Belgique    | Attaquant      | 2/04/1978         | 1995-1997            | 20 (0)            | 1    | 3      | 0      |
| Emile Bruyninckx   | Belgique    | ?              | ?                 | 1964-1965            | 0 (0)             | 0    | 0      | 0      |
| Johan Bruyninckx   | Belgique    | Gardien de but | 4/08/1964         | 1982-1988            | 5 (0)             | 0    | 0      | 0      |

## C
| Joueur             | Nationalité | Position          | Date de naissance | Période(s)           | Matches (dont D1) | Buts | Jaunes | Rouges |
| ------------------ | ----------- | ----------------- | ----------------- | -------------------- | ----------------- | ---- | ------ | ------ |
| Frank Cabergs      | Belgique    | ?                 | 20/06/1967        | 1989-1994            | 93 (0)            | 10   | 0      | 0      |
| Gerry Caluwaerts   | Belgique    | ?                 | 23/08/1974        | 1991-1994            | 9 (0)             | 0    | 0      | 0      |
| Niels Camps        | Belgique    | ?                 | 10/03/1993        | 2012-...             | 0 (0)             | 0    | 0      | 0      |
| Jacky Cardinaels   | Belgique    | Gardien de but    | 15/02/1937        | 1958-1959            | 0 (0)             | 0    | 0      | 0      |
| René Carmans       | Belgique    | Gardien de but    | 16/03/1945        | 1962-1975            | 19 (19)           | 0    | 0      | 0      |
| Daniel Cattie      | Belgique    | ?                 | 1/05/1955         | 1975-1981            | 0 (0)             | 0    | 0      | 0      |
| Jens Celis         | Belgique    | ?                 | 24/11/1985        | 2003-2005            | 10 (0)            | 0    | 1      | 0      |
| Johan Ceulemans    | Belgique    | ?                 | 20/11/1966        | 1984-1987, 1988-1991 | 65 (0)            | 2    | 7      | 0      |
| Kristiaan Ceuppens | Belgique    | Milieu de terrain | 31/10/1959        | 1985-1987            | 22 (0)            | 2    | 1      | 0      |
| Andrei Chet Chouga | Belgique    | ?                 | 14/07/1973        | 1996-1997            | 20 (0)            | 1    | 2      | 0      |
| Jozef Christiaens  | Belgique    | ?                 | ?                 | 1968-1969            | 0 (0)             | 0    | 0      | 0      |
| Jean-Marie Claes   | Belgique    | ?                 | 8/05/1962         | 1986-1993            | 65 (0)            | 23   | 3      | 1      |
| Jo Claes           | Belgique    | ?                 | 26/09/1977        | 1996-2000            | 84 (0)            | 2    | 15     | 0      |
| Guido Claeskens    | Belgique    | ?                 | 3/02/1962         | 1979-1980            | 0 (0)             | 0    | 0      | 0      |
| Preben Clemens     | Belgique    | ?                 | 20/03/1987        | 2004-2005            | 6 (0)             | 1    | 1      | 0      |
| Rigo Coeckaerts    | Belgique    | ?                 | 25/10/1963        | 1979-1983            | 0 (0)             | 0    | 0      | 0      |
| Janne Collen       | Belgique    | ?                 | 8/05/1991         | 2012-...             | 0 (0)             | 0    | 0      | 0      |
| Gary Colling       | Belgique    | ?                 | 15/02/1970        | 1986-1987, 1988-1989 | 1 (0)             | 0    | 0      | 0      |
| Geert Coninx       | Belgique    | ?                 | 13/07/1978        | 2000-2001            | 29 (0)            | 3    | 4      | 0      |
| Jan Convents       | Belgique    | ?                 | 7/02/1951         | 1974-1975            | 0 (0)             | 0    | 0      | 0      |
| Luc Coomans        | Belgique    | ?                 | 11/02/1958        | 1976-1993            | 133 (0)           | 0    | 4      | 1      |
| Michel Cornelissen | Belgique    | ?                 | 27/11/1962        | 1980-1981            | 0 (0)             | 0    | 0      | 0      |
| Tino Crabbe        | Belgique    | ?                 | 4/02/1977         | 1995-1996            | 1 (0)             | 0    | 0      | 0      |
| Andi Crispeyn      | Belgique    | ?                 | 17/06/1961        | 1979-1983            | 0 (0)             | 0    | 0      | 0      |
| Frank Crispeyn     | Belgique    | ?                 | 8/02/1964         | 1978-1980            | 0 (0)             | 0    | 0      | 0      |
| Kristof Cuyckx     | Belgique    | ?                 | 20/10/1977        | 1996-1998            | 18 (0)            | 1    | 0      | 0      |
| Alex Cuypers       | Belgique    | ?                 | 13/05/1967        | 1985-1988            | 7 (0)             | 1    | 0      | 0      |
| Jacques Cuypers    | Belgique    | ?                 | 25/03/1939        | 1970-1972            | 0 (0)             | 0    | 0      | 0      |
| Patrick Cypers     | Belgique    | ?                 | 16/02/1968        | 1998-1999            | 12 (0)            | 0    | 1      | 0      |

## D
| Joueur                | Nationalité | Position  | Date de naissance | Période(s) | Matches (dont D1) | Buts | Jaunes | Rouges |
| --------------------- | ----------- | --------- | ----------------- | ---------- | ----------------- | ---- | ------ | ------ |
| Enzo D'Amirez         | Belgique    | ?         | 27/11/1971        | 1990-1992  | 14 (0)            | 1    | 0      | 0      |
| Frederik Daniels      | Belgique    | ?         | 6/12/1972         | 2002-2003  | 27 (0)            | 8    | 5      | 0      |
| Gunther De Backer     | Belgique    | ?         | 18/11/1966        | 1984-1986  | 2 (0)             | 0    | 0      | 0      |
| Éric De Bie           | Belgique    | ?         | 30/01/1967        | 1988-1989  | 2 (0)             | 0    | 0      | 0      |
| Sam De Keyzer         | Belgique    | ?         | 27/03/1985        | 2004-2005  | 4 (0)             | 0    | 1      | 0      |
| Eric De Kort          | Belgique    | ?         | 5/12/1972         | 2002-2003  | 26 (0)            | 5    | 1      | 0      |
| Jan De Laet           | Belgique    | Attaquant | 5/03/1965         | 1988-1991  | 85 (0)            | 41   | 8      | 1      |
| Veli Demir            | Belgique    | ?         | 16/01/1968        | 1989-1990  | 0 (0)             | 0    | 0      | 0      |
| Dominique Dendas      | Belgique    | ?         | 21/02/1970        | 1996-1999  | 64 (0)            | 4    | 10     | 1      |
| Ludo Depril           | Belgique    | ?         | 20/06/1957        | 1975-1976  | 0 (0)             | 0    | 0      | 0      |
| Paul Derboven         | Belgique    | ?         | 14/04/1967        | 1991-1996  | 125 (0)           | 5    | 24     | 1      |
| Jos Derdin            | Belgique    | ?         | 9/05/1971         | 1990-1995  | 77 (0)            | 2    | 19     | 2      |
| Jan Deruyter          | Belgique    | ?         | 24/11/1958        | 1975-1976  | 0 (0)             | 0    | 0      | 0      |
| Guy Desiron           | Belgique    | ?         | 30/07/1966        | 1988-1989  | 5 (0)             | 0    | 0      | 0      |
| Guido Dewil           | Belgique    | ?         | 30/08/1953        | 1979-1981  | 0 (0)             | 0    | 0      | 0      |
| Ron Dezittere         | Belgique    | ?         | 28/04/1978        | 1998-2000  | 8 (0)             | 0    | 0      | 0      |
| Marc D'Haen           | Belgique    | ?         | 30/11/1963        | 1991-1994  | 37 (0)            | 1    | 9      | 0      |
| Alex D'Hondt          | Belgique    | ?         | ?                 | 1967-1969  | 0 (0)             | 0    | 0      | 0      |
| Eddy Dierickx         | Belgique    | ?         | 14/10/1970        | 1989-1992  | 77 (0)            | 6    | 7      | 0      |
| François Dignef       | Belgique    | ?         | 30/06/1936        | 1959-1960  | 0 (0)             | 0    | 0      | 0      |
| Johan Arnold Dilissen | Belgique    | ?         | 14/01/1948        | 1973-1981  | 9 (9)             | 0    | 0      | 0      |
| Sammy Dillen          | Belgique    | Attaquant | 27/02/1975        | 1997-2001  | 31 (0)            | 8    | 3      | 0      |
| Marc Dominique        | Belgique    | ?         | 8/03/1962         | 1984-1987  | 53 (0)            | 2    | 1      | 0      |
| Werner Dorau          | Belgique    | ?         | ?                 | 1967-1968  | 0 (0)             | 0    | 0      | 0      |
| Hans Draelants        | Belgique    | ?         | 18/02/1955        | 1979-1982  | 0 (0)             | 0    | 0      | 0      |
| Eddy Dries            | Belgique    | ?         | 29/12/1964        | 1992-1993  | 21 (0)            | 0    | 3      | 1      |
| Johan Driesen         | Belgique    | ?         | 17/02/1973        | 1995-2001  | 45 (0)            | 5    | 13     | 1      |
| Dieter Drijvers       | Belgique    | ?         | 30/03/1988        | 2012-...   | 0 (0)             | 0    | 0      | 0      |
| Jeroen Drijvers       | Belgique    | ?         | 15/10/1991        | 2012-...   | 0 (0)             | 0    | 0      | 0      |
| Jozef Drijvers        | Belgique    | ?         | ?                 | 1955-1965  | 0 (0)             | 0    | 0      | 0      |
| Peter Druppel         | Belgique    | ?         | 8/03/1971         | 1999-2000  | 26 (0)            | 0    | 5      | 0      |
| Mario Dullers         | Belgique    | ?         | 19/09/1977        | 1996-1997  | 1 (0)             | 0    | 1      | 0      |

## E
| Joueur           | Nationalité | Position  | Date de naissance | Période(s) | Matches (dont D1) | Buts | Jaunes | Rouges |
| ---------------- | ----------- | --------- | ----------------- | ---------- | ----------------- | ---- | ------ | ------ |
| Omar El Herbouti | Belgique    | ?         | 13/07/1984        | 2003-2004  | 2 (0)             | 0    | 0      | 0      |
| Luc Elsen        | Belgique    | ?         | 26/07/1954        | 1974-1975  | 2 (2)             | 0    | 0      | 0      |
| Tony Elsen       | Belgique    | ?         | 17/10/1943        | 1964-1966  | 9 (9)             | 0    | 0      | 0      |
| Fabio Emiliani   | Belgique    | ?         | 28/10/1975        | 1999-2000  | 19 (0)            | 0    | 2      | 0      |
| Marc Emmers      | Belgique    | Défenseur | 25/02/1966        | 1999-2000  | 9 (0)             | 2    | 1      | 0      |
| Dieter Engelen   | Belgique    | ?         | 5/01/1978         | 2001-2005  | 97 (0)            | 34   | 18     | 1      |
| Gunter Engelen   | Belgique    | ?         | 11/12/1978        | 2003-2004  | 10 (0)            | 1    | 1      | 0      |
| Frank Exelmans   | Belgique    | ?         | 1/01/1962         | 1979-1980  | 0 (0)             | 0    | 0      | 0      |

## F
| Joueur                | Nationalité | Position | Date de naissance | Période(s) | Matches (dont D1) | Buts | Jaunes | Rouges |
| --------------------- | ----------- | -------- | ----------------- | ---------- | ----------------- | ---- | ------ | ------ |
| Bjorn Faessen         | Belgique    | ?        | 3/07/1987         | 2012-...   | 0 (0)             | 0    | 0      | 0      |
| Rodny Falix           | Belgique    | ?        | 3/09/1974         | 2001-2003  | 33 (0)            | 0    | 7      | 1      |
| Christophe Frederickx | Belgique    | ?        | 9/09/1977         | 1995-1996  | 1 (0)             | 0    | 0      | 0      |
| Max Fredrix           | Belgique    | ?        | 2/03/1964         | 1987-1998  | 27 (0)            | 2    | 2      | 0      |

## G
| Joueur           | Nationalité | Position  | Date de naissance | Période(s) | Matches (dont D1) | Buts | Jaunes | Rouges |
| ---------------- | ----------- | --------- | ----------------- | ---------- | ----------------- | ---- | ------ | ------ |
| Bekim Ganiu      | Macédoine   | Défenseur | 15/04/1972        | 1998-2001  | 58 (0)            | 15   | 4      | 1      |
| Kenny Geerts     | Belgique    | ?         | 10/01/1986        | 2004-2005  | 7 (0)             | 0    | 0      | 0      |
| Johny Geraerts   | Belgique    | ?         | 21/05/1961        | 1982-1983  | 0 (0)             | 0    | 0      | 0      |
| Stephan Geuns    | Belgique    | ?         | 12/01/1964        | 1987-1988  | 0 (0)             | 0    | 0      | 0      |
| Ludo Geurts      | Belgique    | ?         | 3/02/1957         | 1988-1989  | 17 (0)            | 0    | 0      | 0      |
| Willy Geurts     | Belgique    | Attaquant | 30/01/1954        | 1988-1989  | 26 (0)            | 9    | 2      | 1      |
| Pierre Geys      | Belgique    | ?         | 29/04/1948        | 1968-1984  | 21 (0)            | 10   | 0      | 0      |
| Theo Gielen      | Belgique    | ?         | 10/06/1956        | 1976-1980  | 0 (0)             | 0    | 0      | 0      |
| Robert Gijbels   | Belgique    | ?         | 19/02/1962        | 1983-1984  | 0 (0)             | 0    | 0      | 0      |
| Johny Giraerts   | Belgique    | ?         | 27/05/1961        | 1977-1980  | 0 (0)             | 0    | 0      | 0      |
| Omer Goeleven    | Belgique    | ?         | ?                 | 1955-1966  | 0 (0)             | 0    | 0      | 0      |
| Nihat Gokbak     | Belgique    | ?         | 20/01/1985        | 2003-2005  | 6 (0)             | 0    | 0      | 0      |
| Vincent Gomis    | Belgique    | ?         | 25/11/1975        | 1999-2000  | 7 (0)             | 1    | 1      | 0      |
| Alfons Goos      | Belgique    | ?         | 23/11/1952        | 1974-1975  | 16 (16)           | 0    | 0      | 0      |
| Alois Goossens   | Belgique    | ?         | 13/12/1937        | 1967-1968  | 0 (0)             | 0    | 0      | 0      |
| Peter Goossens   | Belgique    | ?         | 14/05/1976        | 1996-2001  | 59 (0)            | 3    | 2      | 2      |
| Milan Gravilovic | Belgique    | ?         | 27/06/1960        | 1991-1995  | 28 (0)            | 2    | 4      | 0      |
| Rafael Greco     | Belgique    | ?         | 5/10/1972         | 1996-1997  | 18 (0)            | 1    | 2      | 0      |
| Bony Greeven     | Belgique    | ?         | ?                 | 1960-1964  | 0 (0)             | 0    | 0      | 0      |
| Jozef Grieten    | Belgique    | ?         | 17/12/1958        | 1975-1986  | 24 (0)            | 2    | 3      | 0      |
| Andre Groetaers  | Belgique    | ?         | ?                 | 1974-1975  | 0 (0)             | 0    | 0      | 0      |

## H
| Joueur             | Nationalité | Position          | Date de naissance | Période(s)                      | Matches (dont D1) | Buts | Jaunes | Rouges |
| ------------------ | ----------- | ----------------- | ----------------- | ------------------------------- | ----------------- | ---- | ------ | ------ |
| Samir Habibovic    | Belgique    | ?                 | 4/09/1971         | 2000-2001                       | 1 (0)             | 0    | 0      | 0      |
| Bjorn Haesevoets   | Belgique    | ?                 | 28/11/1978        | 1998-2000                       | 0 (0)             | 0    | 0      | 0      |
| Raymond Hamers     | Belgique    | ?                 | 5/07/1962         | 1984-1986                       | 28 (0)            | 1    | 4      | 0      |
| Johan Hayen        | Belgique    | ?                 | 29/06/1961        | 1982-1983                       | 0 (0)             | 0    | 0      | 0      |
| Ferdinand Heidkamp | Belgique    | ?                 | 14/09/1944        | 1972-1973                       | 25 (25)           | 2    | 0      | 0      |
| Roger Helsen       | Belgique    | ?                 | 12/05/1945        | 1964-1977                       | 34 (34)           | 3    | 0      | 0      |
| Dimitri Henrard    | Belgique    | ?                 | 6/04/1970         | 1994-1995                       | 19 (0)            | 0    | 3      | 0      |
| Vic Hermans        | Belgique    | ?                 | 31/05/1974        | 2002-2003                       | 2 (0)             | 0    | 0      | 0      |
| Paul Heylen        | Belgique    | ?                 | 11/02/1949        | 1974-1977                       | 33 (33)           | 21   | 0      | 0      |
| Jos Heyligen       | Belgique    | Milieu de terrain | 30/06/1947        | 1964-1972                       | 186 (68)          | 32   | 0      | 0      |
| Herman Houben      | Belgique    | Milieu de terrain | 12/01/1947        | 1972-1974                       | 0 (0)             | 0    | 0      | 0      |
| Marc Houdenaert    | Belgique    | ?                 | 23/01/1968        | 1991-1995, 1998-2002, 2003-2005 | 244 (0)           | 0    | 12     | 4      |
| Bjorn Houtmeyers   | Belgique    | ?                 | 17/01/1984        | 2003-2004                       | 4 (0)             | 0    | 0      | 0      |
| Kevin Hox          | Belgique    | ?                 | 29/09/1979        | 1997-2000                       | 0 (0)             | 0    | 0      | 0      |
| Robby Hutting      | Pays-Bas    | ?                 | 13/08/1955        | 1981-1982                       | 0 (0)             | 11   | 0      | 0      |

## I
| Joueur                | Nationalité | Position | Date de naissance | Période(s) | Matches (dont D1) | Buts | Jaunes | Rouges |
| --------------------- | ----------- | -------- | ----------------- | ---------- | ----------------- | ---- | ------ | ------ |
| Marc Indeherberghe    | Belgique    | ?        | 17/10/1973        | 2004-2005  | 27 (0)            | 0    | 3      | 0      |
| Patrick Indeherberghe | Belgique    | ?        | 21/07/1971        | 1998-1999  | 30 (0)            | 2    | 2      | 0      |

## J
| Joueur             | Nationalité | Position          | Date de naissance | Période(s) | Matches (dont D1) | Buts | Jaunes | Rouges |
| ------------------ | ----------- | ----------------- | ----------------- | ---------- | ----------------- | ---- | ------ | ------ |
| Ariël Jacobs       | Belgique    | Attaquant         | 25/07/1953        | 1980-1981  | 0 (0)             | 0    | 0      | 0      |
| Björn Janssen      | Belgique    | Milieu de terrain | 27/09/1978        | 1999-2001  | 29 (0)            | 6    | 3      | 0      |
| Guy Janssens       | Belgique    | ?                 | 17/10/1957        | 1977-1983  | 0 (0)             | 0    | 0      | 0      |
| Philip Janssens    | Belgique    | ?                 | 26/07/1974        | 1993-1996  | 31 (0)            | 0    | 5      | 0      |
| Wouter Janssens    | Belgique    | ?                 | 5/08/1989         | 2012-...   | 0 (0)             | 0    | 0      | 0      |
| Mohamed Jarnija    | Belgique    | ?                 | 26/03/1975        | 1993-2000  | 104 (0)           | 12   | 20     | 3      |
| Samir Jarnija      | Belgique    | ?                 | 18/08/1972        | 1990-1998  | 119 (0)           | 6    | 22     | 1      |
| Andy Jennekens     | Belgique    | ?                 | 6/09/1981         | 2000-2002  | 15 (0)            | 0    | 1      | 0      |
| Wilfried Jeurissen | Belgique    | ?                 | 12/04/1966        | 1988-1989  | 19 (0)            | 0    | 2      | 1      |
| Dimitri Jordens    | Belgique    | ?                 | 6/05/1986         | 2004-2005  | 1 (0)             | 0    | 0      | 0      |
| Jens Jordens       | Belgique    | ?                 | 30/07/1994        | 2012-...   | 0 (0)             | 0    | 0      | 0      |
| Raymond Juchtmans  | Belgique    | ?                 | 2/10/1959         | 1980-1983  | 0 (0)             | 0    | 0      | 0      |

## K
| Joueur               | Nationalité | Position  | Date de naissance | Période(s) | Matches (dont D1) | Buts | Jaunes | Rouges |
| -------------------- | ----------- | --------- | ----------------- | ---------- | ----------------- | ---- | ------ | ------ |
| Alain Kadjata        | Belgique    | Attaquant | 25/01/1965        | 1989-1993  | 104 (0)           | 20   | 10     | 2      |
| Alfred Kaiser        | France      | Attaquant | 6/06/1947         | 1973-1974  | 27 (27)           | 6    | 0      | 0      |
| Momoh Kamara         | Belgique    | ?         | 3/03/1969         | 1999-2001  | 55 (0)            | 0    | 11     | 1      |
| Willy Karremans      | Belgique    | ?         | ?                 | 1959-1969  | 0 (0)             | 0    | 0      | 0      |
| Jean-Pierre Kasprzak | Belgique    | ?         | 14/09/1944        | 1972-1975  | 36 (36)           | 0    | 0      | 0      |
| Willem Keuppens      | Belgique    | ?         | 8/03/1988         | 2012-...   | 0 (0)             | 0    | 0      | 0      |
| Roger Keynen         | Belgique    | ?         | 20/05/1948        | 1972-1979  | 37 (37)           | 0    | 0      | 0      |
| Moslem Khani         | Belgique    | ?         | 3/12/1955         | 1980-1981  | 0 (0)             | 0    | 0      | 0      |
| François Kipoyi      | Belgique    | ?         | 18/06/1979        | 1997-2000  | 53 (0)            | 0    | 7      | 2      |
| Frans Koenen         | Belgique    | ?         | 4/11/1958         | 1983-1984  | 0 (0)             | 0    | 0      | 0      |
| Christiaan Korver    | Belgique    | ?         | 8/09/1961         | 1990-1991  | 27 (0)            | 0    | 1      | 0      |
| Grzegorz Krawiec     | Pologne     | ?         | 18/05/1964        | 1992-1993  | 21 (0)            | 3    | 2      | 0      |

## L
| Joueur             | Nationalité | Position          | Date de naissance | Période(s) | Matches (dont D1) | Buts | Jaunes | Rouges |
| ------------------ | ----------- | ----------------- | ----------------- | ---------- | ----------------- | ---- | ------ | ------ |
| Raf Labie          | Belgique    | ?                 | 2/01/1971         | 1989-1994  | 81 (0)            | 0    | 8      | 0      |
| Philip Lacroix     | Belgique    | ?                 | 12/08/1964        | 1981-1983  | 0 (0)             | 0    | 0      | 0      |
| Robby Laeveren     | Belgique    | ?                 | 30/08/1979        | 2003-2005  | 52 (0)            | 14   | 8      | 1      |
| Laurens Laevers    | Belgique    | ?                 | 7/03/1974         | 1995-1999  | 34 (0)            | 1    | 5      | 1      |
| Paolo Lallo        | Italie      | ?                 | 9/03/1955         | 1984-1985  | 0 (0)             | 0    | 0      | 0      |
| Johny Lambrichts   | Belgique    | ?                 | 20/09/1952        | 1974-1975  | 26 (26)           | 4    | 0      | 0      |
| Dimitri Leconte    | Belgique    | ?                 | 12/10/1970        | 1993-1994  | 27 (0)            | 1    | 2      | 0      |
| Sebastiaan Lemmens | Belgique    | ?                 | 16/04/1995        | 2012-...   | 0 (0)             | 0    | 0      | 0      |
| Ronny Leuraert     | Belgique    | ?                 | ?                 | 1968-1969  | 0 (0)             | 0    | 0      | 0      |
| Wim Leushuis       | Belgique    | ?                 | 18/03/1952        | 1984-1986  | 28 (0)            | 0    | 5      | 0      |
| Jozef Liberloo     | Belgique    | ?                 | 23/01/1945        | 1968-1969  | 0 (0)             | 0    | 0      | 0      |
| Mirko Licata       | Belgique    | ?                 | 27/12/1976        | 2003-2005  | 33 (0)            | 4    | 5      | 2      |
| Eddy Lievens       | Belgique    | Milieu de terrain | 3/05/1945         | 1962-1966  | 0 (0)             | 0    | 0      | 0      |
| Gerry Linsingh     | Belgique    | ?                 | 3/02/1964         | 1987-1988  | 0 (0)             | 0    | 0      | 0      |
| Alain Lodewijckx   | Belgique    | ?                 | 3/09/1967         | 1986-1990  | 57 (0)            | 1    | 4      | 1      |
| Joszef Lucas       | Belgique    | ?                 | 16/02/1947        | 1966-1970  | 0 (0)             | 0    | 0      | 0      |
| Marc Luts          | Belgique    | ?                 | 5/08/1966         | 1985-1988  | 15 (0)            | 0    | 2      | 1      |

## M
| Joueur               | Nationalité | Position       | Date de naissance | Période(s)           | Matches (dont D1) | Buts | Jaunes | Rouges |
| -------------------- | ----------- | -------------- | ----------------- | -------------------- | ----------------- | ---- | ------ | ------ |
| Marcel Maes          | Belgique    | ?              | ?                 | 1958-1965            | 0 (0)             | 0    | 0      | 0      |
| Francis Mangelschots | Belgique    | ?              | 21/02/1968        | 1990-1991            | 5 (0)             | 0    | 0      | 0      |
| Siegfried Mariman    | Belgique    | ?              | 20/10/1934        | 1962-1965            | 0 (0)             | 0    | 0      | 0      |
| Ivan Maris           | Belgique    | ?              | 18/09/1964        | 1981-1982            | 0 (0)             | 0    | 0      | 0      |
| Carlo Martens        | Belgique    | ?              | 28/06/1955        | 1979-1981            | 0 (0)             | 0    | 0      | 0      |
| Celestin Martini     | Belgique    | ?              | 14/01/1950        | 1967-1972            | 0 (0)             | 0    | 0      | 0      |
| Jean-Paul Massignani | Belgique    | ?              | 2/09/1960         | 1984-1988            | 59 (0)            | 24   | 0      | 0      |
| Abdallah Mateso      | Rwanda      | Attaquant      | 28/09/1965        | 1990-1996            | 145 (0)           | 81   | 11     | 1      |
| Alfons Meervis       | Belgique    | ?              | 4/08/1944         | 1963-1965            | 6 (6)             | 0    | 0      | 0      |
| Benny Meeus          | Belgique    | ?              | 9/08/1958         | 1980-1987            | 50 (0)            | 9    | 6      | 0      |
| Albert Melis         | Belgique    | ?              | 21/04/1942        | 1966-1967            | 0 (0)             | 0    | 0      | 0      |
| Andy Melis           | Belgique    | ?              | 26/09/1967        | 1987-1988            | 0 (0)             | 10   | 0      | 0      |
| Eugeen Melis         | Belgique    | ?              | 16/07/1955        | 1974-1978            | 13 (13)           | 1    | 0      | 0      |
| Mike Melis           | Belgique    | ?              | 7/09/1968         | 1987-1988            | 0 (0)             | 0    | 0      | 0      |
| Guy Mesotten         | Belgique    | ?              | 10/08/1961        | 1995-1996            | 14 (0)            | 0    | 3      | 0      |
| Erwin Metman         | Belgique    | ?              | 9/05/1966         | 1988-1989            | 19 (0)            | 1    | 4      | 0      |
| Adriano Michetti     | Belgique    | ?              | 31/08/1974        | 1993-1997            | 12 (0)            | 0    | 0      | 0      |
| Guy Miyeki           | Belgique    | ?              | 11/04/1977        | 1997-1998            | 24 (0)            | 2    | 4      | 0      |
| Stéphane Molnar      | Belgique    | ?              | 27/08/1973        | 1999-2002            | 73 (0)            | 1    | 11     | 1      |
| Wilhelmus Moonen     | Belgique    | ?              | 8/06/1977         | 2001-2005            | 47 (0)            | 8    | 12     | 1      |
| Alfons Moons         | Belgique    | ?              | 16/12/1954        | 1976-1977            | 6 (0)             | 0    | 0      | 0      |
| Johan Moons          | Belgique    | ?              | 2/07/1955         | 1984-1986            | 0 (0)             | 0    | 0      | 0      |
| Davy Morren          | Belgique    | Gardien de but | 22/12/1977        | 1995-1997, 2012-2013 | 1 (0)             | 0    | 0      | 0      |
| Emiel Morren         | Belgique    | ?              | 17/12/1948        | 1974-1979            | 37 (37)           | 1    | 0      | 0      |
| Manfred Muller       | Belgique    | ?              | ?                 | 1970-1974            | 0 (0)             | 0    | 0      | 0      |
| Fernando Musardo     | Belgique    | ?              | 27/11/1968        | 1995-1997            | 31 (0)            | 0    | 9      | 0      |

## N
| Joueur                 | Nationalité | Position  | Date de naissance | Période(s) | Matches (dont D1) | Buts | Jaunes | Rouges |
| ---------------------- | ----------- | --------- | ----------------- | ---------- | ----------------- | ---- | ------ | ------ |
| Du Soleil Ndiwa-Andulu | Belgique    | ?         | 10/10/1976        | 1997-2001  | 54 (0)            | 9    | 7      | 2      |
| Christian Nduwimana    | Belgique    | ?         | 18/05/1983        | 2002-2004  | 22 (0)            | 4    | 1      | 0      |
| Andy Neuteleers        | Belgique    | ?         | 4/10/1978         | 1996-1997  | 1 (0)             | 0    | 0      | 0      |
| Jurgen Neuts           | Belgique    | ?         | 5/04/1972         | 2001-2004  | 77 (0)            | 6    | 12     | 1      |
| Guido Nicolaes         | Belgique    | Attaquant | 15/07/1950        | 1968-1969  | 0 (0)             | 0    | 0      | 0      |
| Emiel Nijs             | Belgique    | ?         | 1/04/1951         | 1972-1978  | 35 (35)           | 2    | 0      | 0      |
| Matondo Nsimba         | Belgique    | ?         | 7/07/1968         | 1994-1995  | 7 (0)             | 0    | 2      | 0      |
| Iwan Nuyts             | Belgique    | ?         | 28/05/1979        | 1998-1999  | 1 (0)             | 0    | 0      | 0      |
| Chidi Nwanu            | Nigeria     | Défenseur | 1/01/1967         | 1990-1991  | 29 (0)            | 2    | 2      | 1      |

## O
| Joueur            | Nationalité | Position | Date de naissance | Période(s) | Matches (dont D1) | Buts | Jaunes | Rouges |
| ----------------- | ----------- | -------- | ----------------- | ---------- | ----------------- | ---- | ------ | ------ |
| Albert Oeyen      | Belgique    | ?        | 27/12/1951        | 1968-1977  | 6 (6)             | 1    | 0      | 0      |
| Jean Philip Oeyen | Belgique    | ?        | 27/12/1951        | 1968-1977  | 8 (8)             | 0    | 0      | 0      |
| Kristof Oeyen     | Belgique    | ?        | 11/02/1980        | 1998-1999  | 1 (0)             | 0    | 1      | 0      |
| Raymond Oman      | Belgique    | ?        | 1/01/1974         | 2002-2003  | 12 (0)            | 1    | 2      | 0      |
| Paul Oversteyns   | Belgique    | ?        | ?                 | 1966-1970  | 0 (0)             | 0    | 0      | 0      |
| Yusuf Ozcan       | Belgique    | ?        | 11/04/1984        | 2002-2005  | 65 (0)            | 6    | 14     | 1      |

## P
| Joueur              | Nationalité | Position          | Date de naissance | Période(s) | Matches (dont D1) | Buts | Jaunes | Rouges |
| ------------------- | ----------- | ----------------- | ----------------- | ---------- | ----------------- | ---- | ------ | ------ |
| Jos Panagiotopoulos | Belgique    | ?                 | 17/06/1975        | 2000-2001  | 23 (0)            | 8    | 5      | 1      |
| Miroslav Pavlović   | Yougoslavie | Défenseur         | 15/12/1942        | 1974-1976  | 28 (28)           | 1    | 0      | 0      |
| Bart Peeters        | Belgique    | ?                 | 7/10/1987         | 2012-...   | 0 (0)             | 0    | 0      | 0      |
| René Petersen       | Danemark    | Milieu de terrain | 22/08/1973        | 2000-2002  | 27 (0)            | 5    | 3      | 0      |
| Stefaan Peys        | Belgique    | ?                 | 28/09/1954        | 1982-1985  | 0 (0)             | 0    | 0      | 0      |
| Yves Ponet          | Belgique    | ?                 | 6/12/1975         | 1993-1994  | 0 (0)             | 0    | 0      | 0      |
| Yves Ponet          | Belgique    | ?                 | 6/12/1975         | 1995-1997  | 0 (0)             | 0    | 0      | 0      |
| Pieter-Jan Pouillie | Belgique    | ?                 | 17/09/1984        | 2012-...   | 0 (0)             | 0    | 0      | 0      |
| Christophe Punga    | Belgique    | ?                 | 8/04/1976         | 2002-2003  | 22 (0)            | 1    | 3      | 1      |
| Maarten Put         | Belgique    | ?                 | 13/12/1982        | 2001-2005  | 92 (0)            | 3    | 17     | 0      |
| Marcel Put          | Belgique    | ?                 | 8/11/1948         | 1982-1983  | 0 (0)             | 0    | 0      | 0      |
| Raf Put             | Belgique    | ?                 | 26/08/1973        | 2000-2001  | 2 (0)             | 0    | 0      | 0      |

## Q
| Joueur        | Nationalité | Position | Date de naissance | Période(s) | Matches (dont D1) | Buts | Jaunes | Rouges |
| ------------- | ----------- | -------- | ----------------- | ---------- | ----------------- | ---- | ------ | ------ |
| Marcus Quaden | Belgique    | ?        | 1/12/1970         | 1998-2003  | 67 (0)            | 24   | 13     | 3      |

## R
| Joueur                 | Nationalité | Position  | Date de naissance | Période(s) | Matches (dont D1) | Buts | Jaunes | Rouges |
| ---------------------- | ----------- | --------- | ----------------- | ---------- | ----------------- | ---- | ------ | ------ |
| Winand Rampen          | Belgique    | ?         | 25/06/1964        | 1991-1992  | 0 (0)             | 0    | 0      | 0      |
| Benny Rener            | Belgique    | ?         | 3/01/1961         | 1977-1986  | 23 (0)            | 0    | 6      | 0      |
| Karel Reniers          | Belgique    | ?         | 10/10/1956        | 1974-1975  | 0 (0)             | 0    | 0      | 0      |
| Frank Reumers          | Belgique    | ?         | 22/09/1973        | 2004-2005  | 6 (0)             | 0    | 3      | 0      |
| Léon Ritzen            | Belgique    | Attaquant | 17/01/1939        | 1969-1971  | 0 (0)             | 0    | 0      | 0      |
| Agustin Riveros Falcon | Belgique    | ?         | 28/08/1947        | 1971-1978  | 17 (17)           | 18   | 0      | 0      |
| Benjamin Rubens        | Belgique    | ?         | 10/10/1956        | 1974-1978  | 0 (0)             | 0    | 0      | 0      |
| Kim Rutten             | Belgique    | ?         | 24/10/1984        | 2002-2004  | 7 (0)             | 0    | 0      | 0      |

## S
| Joueur                 | Nationalité | Position          | Date de naissance | Période(s)           | Matches (dont D1) | Buts | Jaunes | Rouges |
| ---------------------- | ----------- | ----------------- | ----------------- | -------------------- | ----------------- | ---- | ------ | ------ |
| Mauro Sabia            | Belgique    | ?                 | 10/01/1977        | 1996-1997            | 0 (0)             | 0    | 0      | 0      |
| Youssri Sadiki         | Belgique    | ?                 | 28/03/1994        | 2012-...             | 0 (0)             | 0    | 0      | 0      |
| Asghar Sadri           | Belgique    | ?                 | 2/10/1957         | 1980-1983            | 0 (0)             | 0    | 0      | 0      |
| Alex Saelen            | Belgique    | ?                 | 13/11/1951        | 1970-1973            | 0 (0)             | 0    | 0      | 0      |
| Henri Saenen           | Belgique    | ?                 | ?                 | 1958-1966            | 0 (0)             | 0    | 0      | 0      |
| Jean-Pierre Saenen     | Belgique    | ?                 | 23/12/1959        | 1977-1978            | 0 (0)             | 0    | 0      | 0      |
| Peter Saenen           | Belgique    | ?                 | 27/01/1965        | 1981-1987            | 0 (0)             | 0    | 0      | 0      |
| Ilker Sakar            | Belgique    | ?                 | 18/02/1992        | 2012-...             | 0 (0)             | 0    | 0      | 0      |
| Karim Salef            | Belgique    | ?                 | 23/06/1972        | 2003-2005            | 34 (0)            | 3    | 7      | 2      |
| Abderrazak Salmy       | Maroc       | Défenseur         | 4/11/1972         | 2000-2001            | 16 (0)            | 2    | 0      | 1      |
| Christian Sas          | Belgique    | ?                 | ?                 | 1963-1964            | 0 (0)             | 0    | 0      | 0      |
| Frank Sas              | Belgique    | ?                 | 15/03/1967        | 1983-1987            | 0 (0)             | 0    | 0      | 0      |
| Alphonse Sauvage       | Belgique    | ?                 | 17/05/1921        | 1954-1956            | 0 (0)             | 0    | 0      | 0      |
| Willy Schepers         | Belgique    | ?                 | 13/03/1946        | 1967-1976            | 31 (31)           | 0    | 0      | 0      |
| Mark Schmidtmayer      | Belgique    | ?                 | 28/09/1968        | 1985-1990            | 6 (0)             | 0    | 1      | 0      |
| Eric Schoonis          | Belgique    | ?                 | 4/03/1969         | 1986-1987, 1988-1991 | 38 (0)            | 1    | 6      | 0      |
| Roger Schulpe          | Belgique    | ?                 | ?                 | 1965-1969            | 0 (0)             | 0    | 0      | 0      |
| Rolf-Dieter Schumacher | Belgique    | ?                 | 21/08/1947        | 1970-1973            | 0 (0)             | 0    | 0      | 0      |
| Hannes Schuyten        | Belgique    | ?                 | 14/02/1994        | 2012-...             | 0 (0)             | 0    | 0      | 0      |
| Stefan Scrayen         | Belgique    | ?                 | 23/07/1968        | 1995-1997            | 31 (0)            | 1    | 4      | 0      |
| Marc Sente             | Belgique    | ?                 | ?                 | 1965-1968            | 0 (0)             | 0    | 0      | 0      |
| Kris Siaens            | Belgique    | ?                 | 17/03/1967        | 1991-1994            | 29 (0)            | 1    | 1      | 0      |
| Giel Simons            | Belgique    | ?                 | 29/08/1987        | 2003-2004            | 2 (0)             | 0    | 0      | 0      |
| Jo Simons              | Belgique    | ?                 | 4/06/1986         | 2004-2005            | 22 (0)            | 0    | 2      | 0      |
| Timmy Simons           | Belgique    | Milieu de terrain | 11/12/1976        | 1994-1998            | 82 (0)            | 2    | 4      | 0      |
| Carl Smets             | Belgique    | ?                 | 23/01/1959        | 1978-1979            | 0 (0)             | 0    | 0      | 0      |
| Filip Smets            | Belgique    | ?                 | 10/04/1976        | 1993-1994            | 5 (0)             | 0    | 0      | 0      |
| Geert Smets            | Belgique    | ?                 | 3/10/1966         | 1988-1990            | 39 (0)            | 1    | 3      | 0      |
| Steven Smeyers         | Belgique    | ?                 | 25/10/1972        | 1990-1995            | 49 (0)            | 0    | 13     | 0      |
| Tommy Smolders         | Belgique    | ?                 | 3/07/1959         | 1988-1989            | 12 (0)            | 3    | 1      | 0      |
| Luc Sneyers            | Belgique    | Milieu de terrain | 2/10/1963         | 1986-1988            | 29 (0)            | 10   | 1      | 0      |
| Ronald Somers          | Belgique    | ?                 | 3/01/1953         | 1988-1990            | 41 (0)            | 1    | 2      | 0      |
| Hans Spillmann         | Belgique    | ?                 | 2/06/1969         | 2002-2003            | 12 (0)            | 0    | 0      | 1      |
| Dzintars Sproguis      | Belgique    | ?                 | 13/05/1971        | 1992-1993            | 6 (0)             | 0    | 3      | 0      |
| Patrick Stalmans       | Belgique    | Milieu de terrain | 31/10/1959        | 1977-1978, 1995-1996 | 24 (0)            | 1    | 1      | 0      |
| Johan Stals            | Belgique    | ?                 | 3/06/1960         | 1979-1980            | 0 (0)             | 0    | 0      | 0      |
| Rudi Stas              | Belgique    | ?                 | 22/06/1965        | 1989-1990            | 1 (0)             | 0    | 0      | 0      |
| Kenneth Stiers         | Belgique    | ?                 | 5/04/1991         | 2012-...             | 0 (0)             | 0    | 0      | 0      |
| Rudy Stoffelen         | Belgique    | ?                 | 6/09/1960         | 1978-1983            | 0 (0)             | 0    | 0      | 0      |
| Jean-Pierre Swerts     | Belgique    | ?                 | 6/09/1967         | 1989-1995            | 114 (0)           | 14   | 17     | 0      |
| Bert Swinnen           | Belgique    | ?                 | 15/03/1983        | 2002-2005            | 45 (0)            | 1    | 2      | 0      |
| Hans Swinnen           | Belgique    | ?                 | 7/04/1965         | 1982-1986            | 22 (0)            | 3    | 1      | 0      |
| Rudy Swinnen           | Belgique    | ?                 | 8/09/1955         | 1975-1979            | 0 (0)             | 0    | 0      | 0      |
| David Swolfs           | Belgique    | ?                 | 13/08/1970        | 1989-1990            | 0 (0)             | 0    | 0      | 0      |

## T
| Joueur           | Nationalité | Position | Date de naissance | Période(s) | Matches (dont D1) | Buts | Jaunes | Rouges |
| ---------------- | ----------- | -------- | ----------------- | ---------- | ----------------- | ---- | ------ | ------ |
| Vitali Teplov    | Belgique    | ?        | 20/03/1970        | 1992-1995  | 36 (0)            | 3    | 4      | 0      |
| Roger Testelmans | Belgique    | ?        | 24/11/1950        | 1976-1978  | 0 (0)             | 0    | 0      | 0      |
| Johan Theys      | Belgique    | ?        | 28/09/1968        | 1987-1988  | 0 (0)             | 0    | 0      | 0      |
| Benny Thijs      | Belgique    | ?        | 19/07/1957        | 1980-1983  | 0 (0)             | 0    | 0      | 0      |
| Leo Thijs        | Belgique    | ?        | 23/06/1935        | 1969-1972  | 0 (0)             | 0    | 0      | 0      |
| André Thomas     | Belgique    | ?        | ?                 | 1968-1969  | 0 (0)             | 0    | 0      | 0      |
| Stijn Thonnon    | Belgique    | ?        | 16/10/1976        | 2000-2001  | 26 (0)            | 0    | 1      | 0      |
| Kurt Thysbaert   | Belgique    | ?        | 9/11/1971         | 1994-1996  | 57 (0)            | 11   | 3      | 0      |
| Carlo Tibollo    | Belgique    | ?        | 21/05/1971        | 1995-1996  | 6 (0)             | 0    | 1      | 0      |
| Freddy Tielens   | Belgique    | ?        | 15/08/1965        | 1982-1988  | 35 (0)            | 0    | 2      | 0      |
| Ivo Toelen       | Belgique    | ?        | 6/01/1957         | 1979-1984  | 0 (0)             | 0    | 0      | 0      |
| Brent Torbeyns   | Belgique    | ?        | 7/08/1991         | 2012-...   | 0 (0)             | 0    | 0      | 0      |
| Kurt Tuerlinckx  | Belgique    | ?        | 8/10/1980         | 1999-2005  | 113 (0)           | 3    | 6      | 1      |

## U
| Joueur     | Nationalité | Position | Date de naissance | Période(s) | Matches (dont D1) | Buts | Jaunes | Rouges |
| ---------- | ----------- | -------- | ----------------- | ---------- | ----------------- | ---- | ------ | ------ |
| Hakan Ugur | Belgique    | ?        | 14/10/1978        | 1995-1998  | 16 (0)            | 1    | 1      | 0      |

## V
| Joueur                     | Nationalité | Position          | Date de naissance | Période(s)           | Matches (dont D1) | Buts | Jaunes | Rouges |
| -------------------------- | ----------- | ----------------- | ----------------- | -------------------- | ----------------- | ---- | ------ | ------ |
| Marc Vaesen                | Belgique    | ?                 | 31/10/1963        | 1980-1981            | 0 (0)             | 0    | 0      | 0      |
| Koen Van Aerschot          | Belgique    | ?                 | 22/03/1977        | 1995-1998            | 49 (0)            | 4    | 6      | 0      |
| Francis Van Attenhoven     | Belgique    | ?                 | 12/03/1960        | 1976-1979            | 0 (0)             | 0    | 0      | 0      |
| Luc Van Bergen             | Belgique    | ?                 | 19/01/1961        | 1988-1989            | 23 (0)            | 1    | 5      | 1      |
| Jozef Van Camp             | Belgique    | ?                 | ?                 | 1958-1968            | 0 (0)             | 0    | 0      | 0      |
| François Van Casteren      | Belgique    | ?                 | 29/10/1947        | 1965-1975            | 13 (13)           | 17   | 0      | 0      |
| Kurt Van De Paar           | Belgique    | ?                 | 10/01/1978        | 2012-...             | 0 (0)             | 0    | 0      | 0      |
| Ronny Van Den Bempt        | Belgique    | ?                 | 13/03/1956        | 1979-1988            | 44 (0)            | 0    | 8      | 0      |
| Jozef Van Den Bergh        | Belgique    | ?                 | 25/04/1957        | 1975-1988            | 57 (0)            | 7    | 6      | 0      |
| Wim Van Den Driessche      | Belgique    | ?                 | 22/07/1977        | 1996-1997            | 1 (0)             | 0    | 0      | 0      |
| Wim Van Den Dungen         | Belgique    | ?                 | 11/05/1944        | 1974-1980            | 37 (37)           | 2    | 0      | 0      |
| Jelle Van Der Velde        | Belgique    | ?                 | 22/03/1979        | 2002-2005            | 31 (0)            | 0    | 0      | 0      |
| Wim Van Diest              | Belgique    | ?                 | 2/03/1977         | 1994-1998            | 81 (0)            | 5    | 3      | 0      |
| Marcel Van Dingenen        | Belgique    | ?                 | 25/01/1947        | 1967-1971            | 0 (0)             | 46   | 0      | 0      |
| Hans Van Doninck           | Belgique    | ?                 | 3/05/1965         | 1990-1993            | 73 (0)            | 2    | 9      | 0      |
| Willy Van Elderen          | Belgique    | ?                 | 8/01/1934         | 1961-1962            | 0 (0)             | 0    | 0      | 0      |
| Leon Van Eynde             | Belgique    | ?                 | ?                 | 1967-1970            | 0 (0)             | 0    | 0      | 0      |
| Eddy Van Gestel            | Belgique    | ?                 | 31/07/1961        | 1979-1983            | 0 (0)             | 0    | 0      | 0      |
| Eric Van Gossum            | Belgique    | ?                 | 12/05/1949        | 1967-1968            | 0 (0)             | 0    | 0      | 0      |
| Joseph Van Haeren          | Belgique    | ?                 | 12/08/1954        | 1973-1981            | 10 (10)           | 24   | 0      | 0      |
| Daniel Van Hamel           | Belgique    | ?                 | 17/05/1965        | 1987-1988            | 0 (0)             | 0    | 0      | 0      |
| Rudi Van Hoof              | Belgique    | ?                 | 19/07/1954        | 1982-1983            | 0 (0)             | 0    | 0      | 0      |
| Bart Van Houdt             | Belgique    | ?                 | 25/02/1973        | 1991-2005            | 273 (0)           | 32   | 64     | 8      |
| Luc Van Kerckhoven         | Belgique    | ?                 | 20/02/1960        | 1976-1980            | 0 (0)             | 0    | 0      | 0      |
| Marco Van Loon             | Belgique    | ?                 | 5/10/1966         | 1998-1999            | 15 (0)            | 0    | 1      | 0      |
| David Van Meensel          | Belgique    | ?                 | 20/02/1969        | 1986-1987            | 0 (0)             | 0    | 0      | 0      |
| Jan Van Onckelen           | Belgique    | ?                 | 18/12/1962        | 1979-1983            | 0 (0)             | 0    | 0      | 0      |
| Rene Van Opstal            | Belgique    | ?                 | 26/12/1946        | 1965-1969            | 0 (0)             | 0    | 0      | 0      |
| Tom Van Rengen             | Belgique    | ?                 | 21/12/1968        | 1994-1995            | 26 (0)            | 9    | 5      | 0      |
| Jozef Van Riel             | Belgique    | ?                 | 16/11/1943        | 1971-1972            | 0 (0)             | 0    | 0      | 0      |
| Hans Van Rompay            | Belgique    | ?                 | 13/11/1940        | 1959-1971            | 0 (0)             | 0    | 0      | 0      |
| Johan Van Rompay           | Belgique    | ?                 | 26/11/1962        | 1983-1984            | 0 (0)             | 0    | 0      | 0      |
| Koen Van Rompay            | Belgique    | ?                 | 29/10/1964        | 1982-1983            | 0 (0)             | 0    | 0      | 0      |
| Louis Van Rompay           | Belgique    | ?                 | 14/07/1938        | 1955-1971            | 0 (0)             | 0    | 0      | 0      |
| Julien Van Roosbroeck      | Belgique    | ?                 | 9/10/1935         | 1958-1959, 1960-1966 | 0 (0)             | 0    | 0      | 0      |
| Chris Van Rossum           | Belgique    | ?                 | 23/12/1970        | 1990-1991            | 2 (0)             | 0    | 0      | 0      |
| Tony Van Schoonbeek        | Belgique    | ?                 | 20/05/1947        | 1972-1973            | 0 (0)             | 0    | 0      | 0      |
| Edward Van Thielen         | Belgique    | ?                 | ?                 | 1961-1970            | 0 (0)             | 0    | 0      | 0      |
| Peter Van Veldhoven        | Belgique    | ?                 | 27/10/1957        | 1981-1982            | 0 (0)             | 0    | 0      | 0      |
| Robert Van Wunsel          | Belgique    | ?                 | 18/04/1960        | 1978-1981            | 0 (0)             | 0    | 0      | 0      |
| Koen Vanattenhoven         | Belgique    | ?                 | 2/12/1966         | 1983-1988, 1989-1990 | 5 (0)             | 0    | 1      | 0      |
| Stefan Vanattenhoven       | Belgique    | ?                 | 14/04/1961        | 1977-1979            | 0 (0)             | 0    | 0      | 0      |
| Jean-Emile Vanbuel         | Belgique    | ?                 | 15/04/1947        | 1972-1977            | 26 (25)           | 3    | 0      | 0      |
| Sander Vandebriel          | Belgique    | ?                 | 9/08/1994         | 2012-...             | 0 (0)             | 0    | 0      | 0      |
| Johan Vandecaetsbeek       | Belgique    | ?                 | 24/03/1960        | 1988-1990            | 57 (0)            | 18   | 5      | 1      |
| Dirk Vandenberg            | Belgique    | ?                 | 28/12/1966        | 1989-1990            | 1 (0)             | 0    | 0      | 0      |
| Dirk Vandenbroeck          | Belgique    | ?                 | 31/05/1961        | 1986-1987            | 26 (0)            | 0    | 2      | 1      |
| Wilfried Vandenwijngaarden | Belgique    | ?                 | 18/12/1953        | 1974-1979            | 1 (1)             | 0    | 0      | 0      |
| Dries Vandenwijngaert      | Belgique    | ?                 | 5/03/1979         | 1998-1999            | 27 (0)            | 0    | 3      | 2      |
| Garry Vandeperre           | Belgique    | ?                 | 27/08/1972        | 1991-1994            | 31 (0)            | 1    | 0      | 0      |
| Tom Vanderbiesen           | Belgique    | ?                 | 7/09/1979         | 1998-2005            | 83 (0)            | 5    | 15     | 1      |
| Danny Vandereycken         | Belgique    | ?                 | 22/11/1959        | 1986-1987            | 15 (0)            | 0    | 0      | 0      |
| Gert Vandermeulen          | Belgique    | ?                 | 2/01/1971         | 2004-2005            | 27 (0)            | 1    | 2      | 1      |
| Jan Vanderstraeten         | Belgique    | ?                 | 28/07/1977        | 1996-1997            | 1 (0)             | 0    | 0      | 0      |
| Willy Vandeweyer           | Belgique    | ?                 | 21/04/1945        | 1964-1973            | 0 (0)             | 0    | 0      | 0      |
| Jan Vandewijngaerden       | Belgique    | ?                 | 23/10/1984        | 2003-2004            | 1 (0)             | 0    | 0      | 0      |
| Henri Vanduyfhuys          | Belgique    | ?                 | ?                 | 1955-1958            | 0 (0)             | 0    | 0      | 0      |
| Wim Vangoidsenhoven        | Belgique    | ?                 | 11/08/1975        | 1994-1997            | 46 (0)            | 1    | 3      | 0      |
| Dirk Vangronsveld          | Belgique    | ?                 | 16/08/1967        | 1999-2000            | 17 (0)            | 1    | 3      | 0      |
| Bart Vanham                | Belgique    | ?                 | 5/02/1970         | 1999-2000            | 23 (0)            | 4    | 1      | 0      |
| Jan Vanhentenrijck         | Belgique    | ?                 | 8/03/1961         | 1978-1979            | 0 (0)             | 0    | 0      | 0      |
| Ives Vanhove               | Belgique    | ?                 | 13/02/1983        | 2001-2005            | 73 (0)            | 0    | 7      | 1      |
| Niels Vanhoudt             | Belgique    | ?                 | 9/11/1990         | 2012-...             | 0 (0)             | 0    | 0      | 0      |
| Sven Vanolst               | Belgique    | ?                 | 21/12/1979        | 1998-2000            | 6 (0)             | 0    | 0      | 0      |
| Yves Velser                | Belgique    | ?                 | 15/02/1972        | 1995-1996            | 10 (0)            | 1    | 1      | 0      |
| David Verbeek              | Belgique    | ?                 | 31/01/1981        | 1997-1998            | 1 (0)             | 0    | 0      | 0      |
| Joseph Verbeeck            | Belgique    | ?                 | 5/03/1946         | 1965-1970            | 0 (0)             | 0    | 0      | 0      |
| Jürgen Verboven            | Belgique    | ?                 | 12/12/1978        | 1998-1999            | 3 (0)             | 0    | 0      | 0      |
| Nic Verboven               | Belgique    | ?                 | 26/02/1955        | 1987-1988            | 0 (0)             | 0    | 0      | 0      |
| Jan Vercammen              | Belgique    | ?                 | 28/12/1978        | 2001-2002            | 4 (0)             | 0    | 0      | 0      |
| Victor Verdonck            | Belgique    | ?                 | 19/01/1930        | 1955-1964            | 174 (36)          | 0    | 0      | 0      |
| Gerard Verleysen           | Belgique    | ?                 | 14/08/1935        | 1963-1966            | 0 (0)             | 0    | 0      | 0      |
| Geert Vermeir              | Belgique    | ?                 | 11/06/1966        | 2001-2002            | 30 (0)            | 0    | 2      | 0      |
| Bruno Versavel             | Belgique    | Milieu de terrain | 27/08/1967        | 1985-1986            | 23 (0)            | 2    | 0      | 0      |
| Johan Versavel             | Belgique    | ?                 | 1/02/1971         | 1989-1992            | 2 (0)             | 0    | 0      | 0      |
| Patrick Versavel           | Belgique    | Milieu de terrain | 1/07/1961         | 1979-1985            | 0 (0)             | 10   | 0      | 0      |
| Staf Verwimp               | Belgique    | ?                 | 5/02/1960         | 1989-1991            | 16 (0)            | 0    | 5      | 0      |
| Mario Vitali               | Belgique    | ?                 | 4/10/1962         | 1983-1989            | 51 (0)            | 6    | 12     | 1      |
| Mark Volders               | Belgique    | Gardien de but    | 13/04/1977        | 1995-1998            | 65 (0)            | 0    | 0      | 0      |
| Davy Voordeckers           | Belgique    | ?                 | 14/05/1984        | 2003-2005            | 17 (0)            | 0    | 2      | 0      |
| Eddy Voordeckers           | Belgique    | Milieu de terrain | 4/02/1960         | 1975-1979            | 0 (0)             | 29   | 0      | 0      |
| Kim Vranckx                | Belgique    | ?                 | 16/06/1980        | 2012-...             | 0 (0)             | 0    | 0      | 0      |

## W
| Joueur        | Nationalité | Position | Date de naissance | Période(s) | Matches (dont D1) | Buts | Jaunes | Rouges |
| ------------- | ----------- | -------- | ----------------- | ---------- | ----------------- | ---- | ------ | ------ |
| Geert Weckx   | Belgique    | ?        | 1/10/1969         | 1988-1996  | 168 (0)           | 8    | 19     | 5      |
| Luc Weckx     | Belgique    | ?        | 6/01/1962         | 1988-1990  | 31 (0)            | 0    | 3      | 0      |
| Jan Willems   | Belgique    | ?        | 14/10/1994        | 2011-2013  | 0 (0)             | 0    | 0      | 0      |
| Garry Winand  | Belgique    | ?        | ?                 | 1967-1968  | 0 (0)             | 0    | 0      | 0      |
| Garry Wostijn | Belgique    | ?        | 7/08/1970         | 1989-1990  | 1 (0)             | 0    | 0      | 0      |
| Bert Wouters  | Belgique    | ?        | 25/07/1974        | 1994-1998  | 69 (0)            | 0    | 9      | 0      |
| Kris Wouters  | Belgique    | ?        | 25/07/1974        | 1994-1998  | 42 (0)            | 0    | 4      | 0      |
| Ton Wouters   | Belgique    | ?        | 20/01/1958        | 1982-1984  | 0 (0)             | 0    | 0      | 0      |

## Z
| Joueur       | Nationalité | Position | Date de naissance | Période(s) | Matches (dont D1) | Buts | Jaunes | Rouges |
| ------------ | ----------- | -------- | ----------------- | ---------- | ----------------- | ---- | ------ | ------ |
| Burhan Zevne | Belgique    | ?        | 10/12/1966        | 1991-1993  | 13 (0)            | 0    | 1      | 0      |
| Kurt Zondrop | Belgique    | ?        | 19/08/1979        | 1999-2000  | 2 (0)             | 0    | 0      | 0      |